# Morcenx
Morcenx là một xã, thuộc tỉnh Landes trong vùng Nouvelle-Aquitaine. Xã này có diện tích 62,08 km², dân số năm 2006 là 4573 người. Xã này nằm ở khu vực có độ cao trung bình 74 mét trên mực nước biển.

## Thông tin nhân khẩu
| Năm | 1962  | 1968  | 1975  | 1982  | 1990  | 1999  | 2006  |
| --- | ----- | ----- | ----- | ----- | ----- | ----- | ----- |
| Dân số | 4 166 | 5 305 | 5 690 | 5 406 | 4 332 | 4 383 | 4 573 |
| From the year 1962 on: No double counting—residents of multiple communes (e.g. students and military personnel) are counted only once. |       |       |       |       |       |       |       |